# Terceira Guerra Púnica
A Terceira Guerra Púnica foi a terceira e última de três guerras travadas entre Roma e Cartago. As duas potências lutaram pela supremacia por quatro anos em confrontos inteiramente dentro do território cartaginês no Norte da África. A Segunda Guerra Púnica tinha acabado em 201 a.C. e um dos termos de paz proibia Cartago de guerrear sem a permissão de Roma. O rei númida Massinissa, aliado romano, explorou essa proibição e atacou o território cartaginês repetidas vezes com impunidade. Cartago enviou em 151 a.C. um exército sob Asdrúbal contra Massinissa apesar dos termos do tratado. Esta campanha terminou em desastre na Batalha de Oróscopa, com o exército cartaginês se rendendo. Facções anticartaginesas em Roma usaram essa ação como pretexto para o envio de uma expedição punitiva.
Um grande exército romano desembarcou em Útica mais tarde, em 149 a.C.. Os cartagineses esperavam aplacar os romanos, porém estes seguiram para cercar a cidade de Cartago apesar dos cartagineses terem rendido todas as suas armas. A campanha romana sofreu vários reveses no mesmo ano, aliviados apenas por Cipião Emiliano, um oficial de médio escalão que se distinguiu várias vezes. Um novo comandante assumiu em 148 a.C., mas os resultados romanos continuaram igualmente ruins. Cipião recebeu um apoio popular tão grande durante as eleições consulares de 147 a.C. que as restrições de idade foram ignoradas para que ele pudesse ser nomeado cônsul e comandante na África.
Cipião logo aumentou a pressão no cerco. Os cartagineses reconstruíram parcialmente sua frota e surpreenderam os romanos em uma surtida; o confronto foi inconclusivo, mas os cartagineses perderam muitos navios na retirada. Os romanos então construíram uma grande estrutura na área do porto, mais alta que as muralhas da cidade. Cipião liderou uma força que invadiu o acampamento do exército cartaginês e forçou a maioria das cidades próximas a se renderem. O ataque final ocorreu em 146 a.C., com os romanos sistematicamente destruindo Cartago e matando seus habitantes no decorrer de seis dias; os sobreviventes foram vendidos como escravos. Os territórios cartagineses conquistados se tornaram a província da África Proconsular. Cartago foi reconstruída como uma cidade romana, um século depois.

## Antecedentes

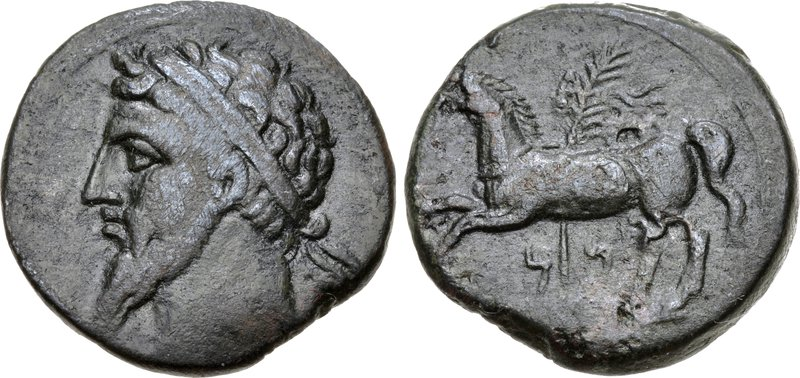
Moeda de Massinissa

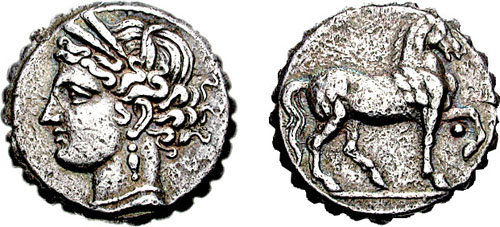
Duplo xéquel da última cunhagem de Cartago antes de sua destruição

## Forças

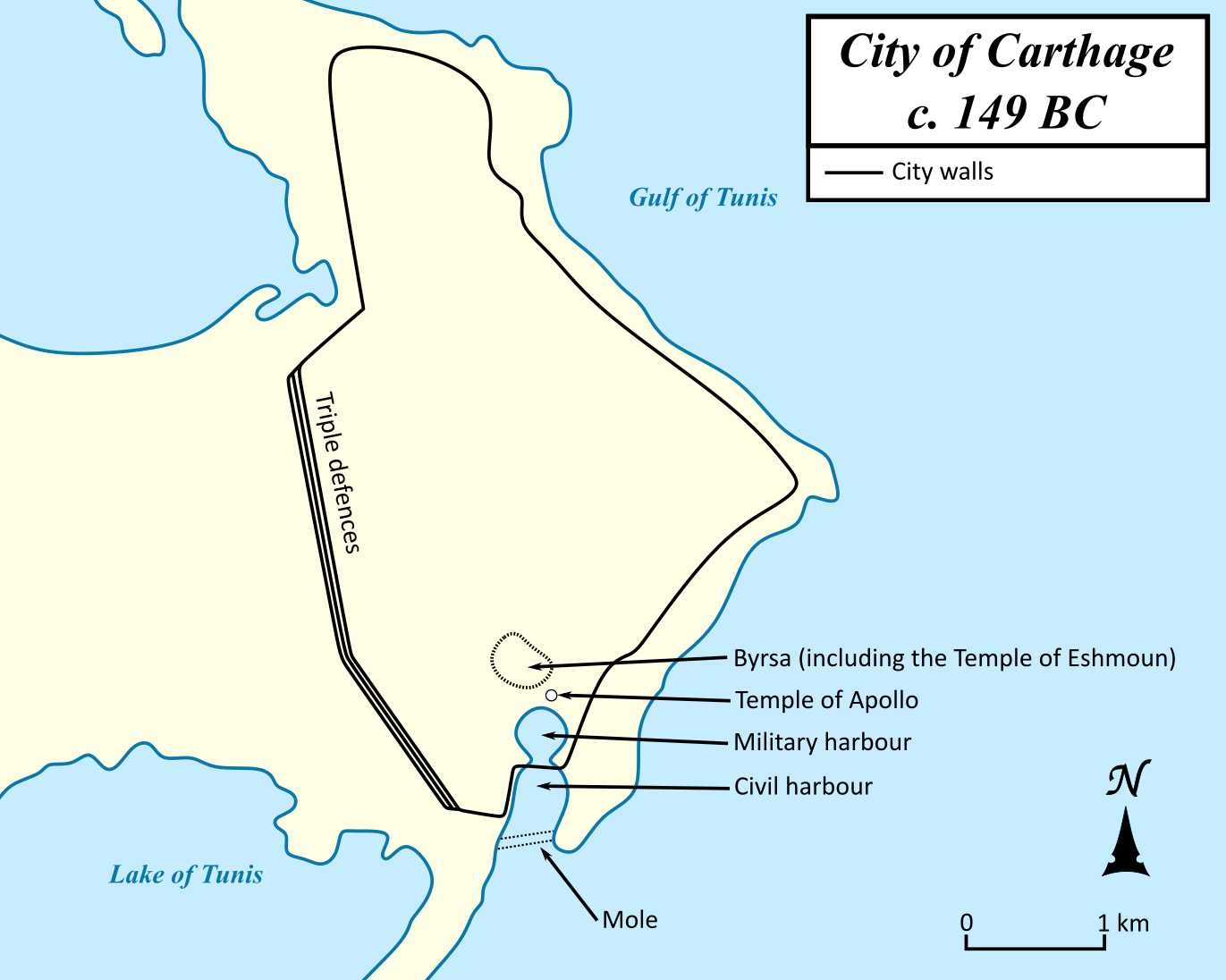
Defesas de Cartago

### 149 a.C.

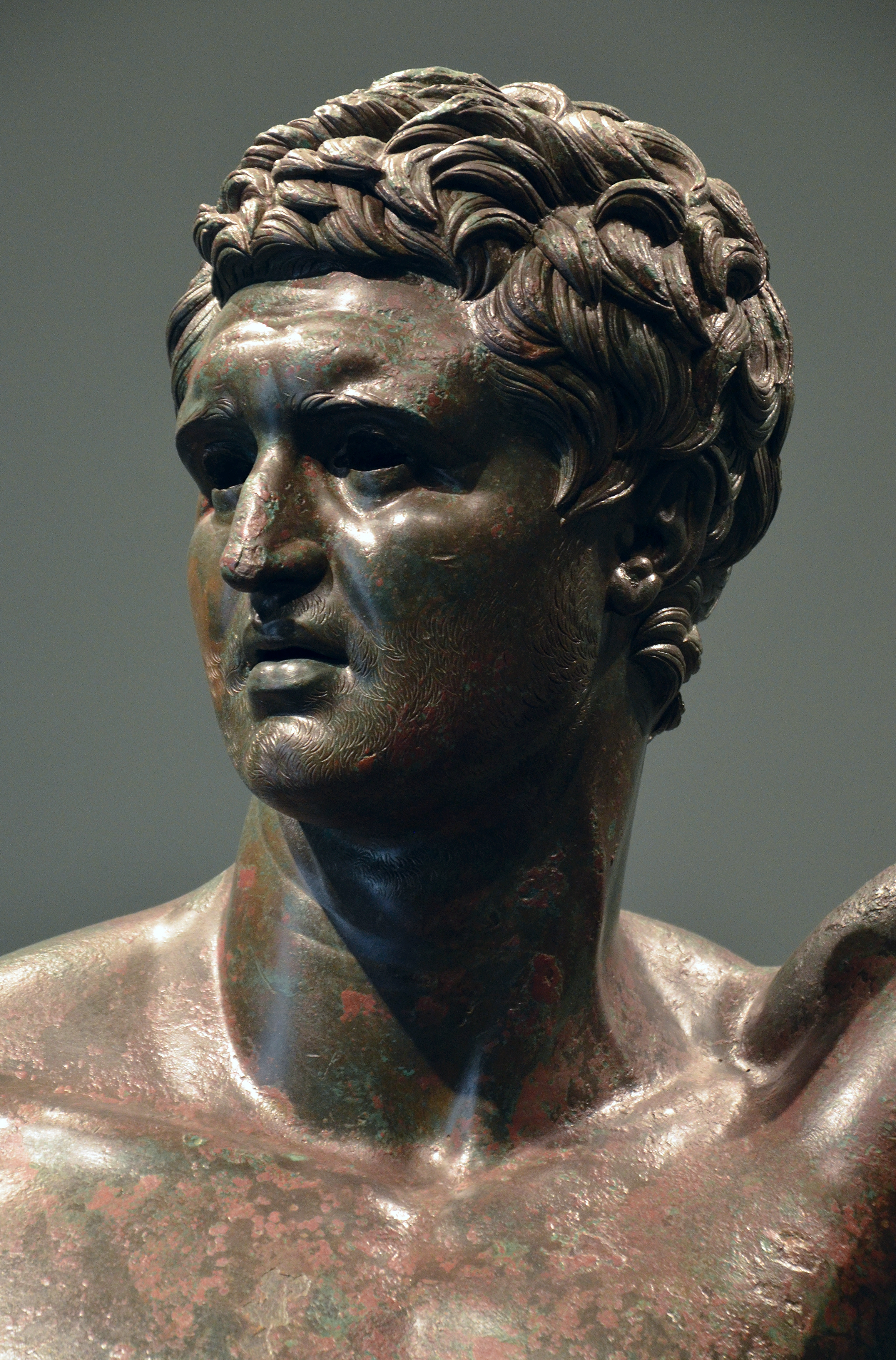
Estátua de Cipião Emiliano

### 147 a.C.

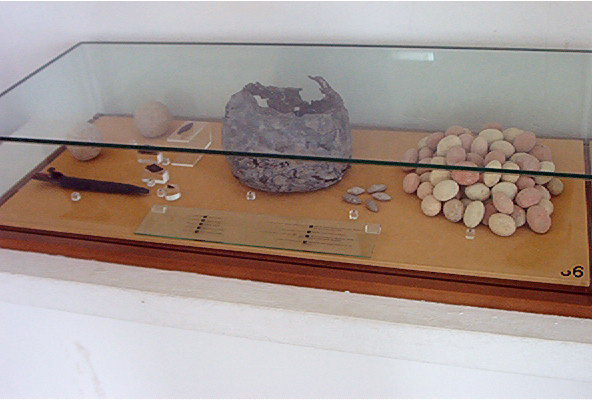
Pontas de flecha, restos de uma adaga e pedras para estilingues no Museu Nacional de Cartago

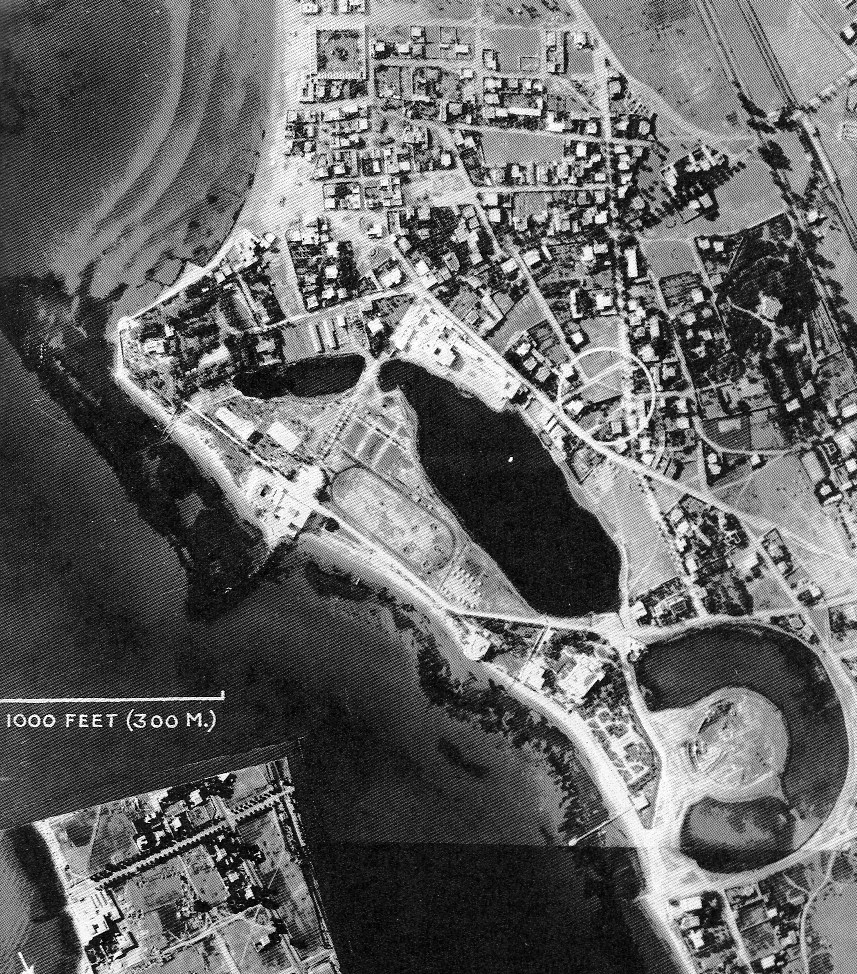
Vista aérea das ruínas da base naval da cidade de Cartago, numa foto de reconhecimento aéreo americano durante a Segunda Guerra Mundial. As ruínas do porto mercante estão no centro e os do porto militar no canto inferior direito.

## Consequências

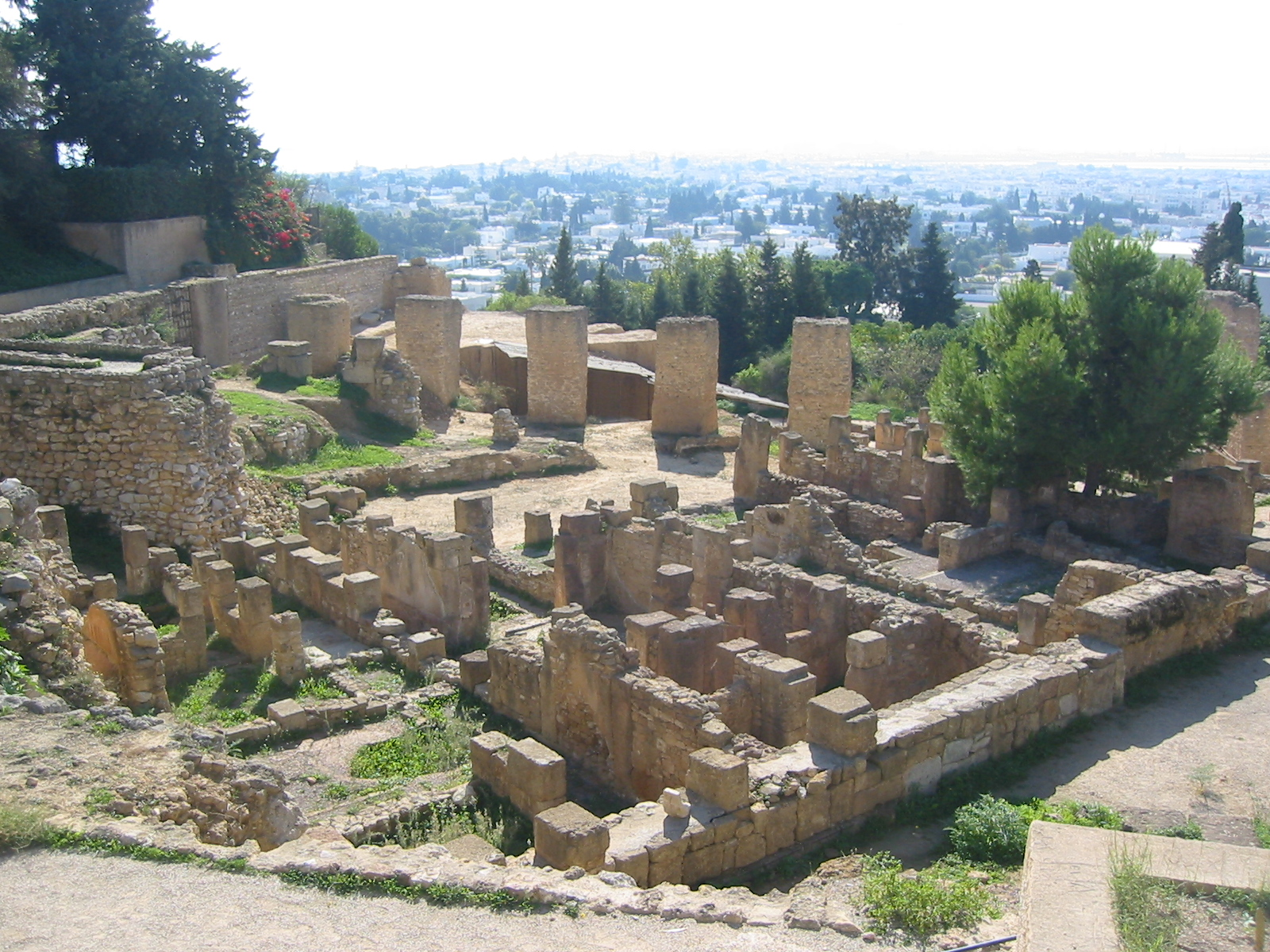
Ruínas do Bairro Púnico de Cartago